# 康拉德一世 (东法兰克)
康拉德一世（德語：Konrad；約890年—918年12月23日），也称为年幼者，自906年为法蘭克尼亞公爵，911年至918年为東法蘭克国王。他是康拉丁王朝的唯一一名国王，以继承最后一任加洛林王朝统治者童子路易。雖然他不算加洛林王朝的國王，但他的母系是加洛林王朝直系血統。

## 生平
年幼者康拉德是圖林根公爵康拉德与夫人格麗絲姆的儿子，可能与羅馬帝國皇帝阿努尔夫的妻子、东法兰克国王童子路易的母亲歐塔（Ota）关系密切。康拉德家族是法蘭克尼亞蘭河谷地的伯爵，也是加洛林王朝的忠实拥护者。他们与驻在班贝格城堡的巴本堡公爵法蘭克尼亞的亨利的幾個儿子大力争夺法蘭克尼亞公國的主导权。906年，双方在弗里茨拉尔附近发生战斗。年长者康拉德战死。他是三个巴本贝格兄弟中的二哥。然而国王路易斯站在康拉德家族这边，不久巴本贝格第三个兄弟被逮捕并被处决。尽管国王曾向大主教美因茨哈托一世承诺保证平安。此后，年幼者康拉德成为无可争议的所有的弗兰肯地区公爵。此外，在他的叔叔Gebhard公爵去世之后，他还尝试扩张他统治权力至西洛林，这里曾为先前的奥斯特拉。但是最后仍然失败。

Carolingian Empire in 915: 绿色为康拉德的统治区域（弗兰肯、萨克森、施瓦本和巴伐利亚），红色为西法兰克（洛林在其内部）

在童子路易死后，康拉德于911年11月10日在福希海姆被萨克森、施瓦本和巴伐利亚统治者推选为东法兰克国王。公爵们坚决抵制西法兰克的加洛林亲戚简单者查理，并选择了康拉德子孙。这是由于他与最后的国王至少有着血缘关系。洛林公爵里賈納拒絕承認其地位，投靠西法蘭克王國。
爲了修補與士瓦本公爵埃爾香格的關係，康拉德在913年迎娶前者的姐姐孔妮貢德，孔妮貢德是巴伐利亞藩侯柳特波德的遺孀，也是公爵阿努爾夫的母親。兩人婚後育有一子一女：孔妮貢德和赫爾曼。康拉德統治時期在與王國部落公爵的鬥爭中不斷遭遇失敗。出兵對西法蘭克國王查理的進攻，試圖奪回洛林公國和帝國城市亞琛的嘗試以失敗告終。913年，科隆大主教拉德鲍德成為西法蘭克王國教區長。自從巴伐利亞軍隊于907年在普莱斯堡戰役中慘敗于馬紮爾人后，馬紮爾人的入侵持續不斷，這些導致康拉德的權威持續下降。之後，康拉德試圖尋求教會的幫助，在其倡導下，916年在霍黑纳尔泰姆舉行王國宗教會議，會議由不萊梅-漢堡大主教烏尼主持，但並未達到全部目的。在和薩克森公爵亨利發生多次衝突后，康拉德與亨利達成妥協。接踵而至的士瓦本公爵埃爾香格和布爾夏德二世的叛亂給康拉德造成持續威脅，在此之前國王與巴伐利亞公爵阿努爾夫之間也發生衝突。在一次與阿努爾夫的戰鬥中受了重傷后，康拉德在918年12月23日死於魏爾堡的城堡內，埋葬在富爾達修道院。
據《薩克森編年史》的作者科爾法依的維杜金德所說，康拉德在臨終前說服弟弟法蘭克尼亞公爵埃貝哈德放棄繼承王位的打算，選舉生前對手薩克森公爵亨利為東法蘭克國王。因為康拉德認為亨利是唯一能夠將整個王國團結在一起的人，並且能夠從容面對王國內的紛爭和馬紮爾人的入侵。埃貝哈德和其餘法蘭尼亞貴族在919年接受了康拉德的建議，亨利在弗里茨拉尔的大會上被推舉為東法蘭克國王。
埃貝哈德成為新一任法蘭克尼亞公爵，但後因參與叛亂反對國王奧托，最終在939年的安德纳赫之战中被殺。此後，法蘭克尼亞公國成為奧托家族的直屬領地，直至1024年家族絕嗣。